# Água da Serra
Água da Serra é uma indústria de bebidas sediada em Braço do Norte.
Fundada em 1943 por Pedro de Oliveira Sousa, natural de Grão-Pará, Ciro Martins, natural de Gravatal, e José Martins Neto, com o nome Martins e Oliveira Ltda. Na ocasião Ciro Martins era empresário do ramo de bebidas em Tubarão e Pedro de Oliveira Sousa trabalhava como carreteiro.
Posteriormente adquiriram a empresa de ônibus de Oswaldo Westphal, composta de 2 ônibus, originando a "Empresa São Pedro".
No início de 1956 a sociedade foi dividida entre os três sócios. Ciro Martins instalou um alambique, José Martins Neto ficou com a empresa de ônibus e Pedro de Oliveira Sousa manteve a fábrica de bebidas, denominada a partir de então "Indústria e Comércio de Bebidas São Pedro & Cia".
Em 1965 o genro de Pedro de Oliveira Sousa, Celso Niehues, adquiriu a fábrica de bebidas, a qual foi renomeada "Fábrica de Bebidas Agua da Serra", por ser a água proveniente de uma fonte localizada em Rio Glória, nas encostas da Serra Geral.